# Payo Lebar (Singkut)
Payo Lebar is een bestuurslaag in het regentschap Sarolangun van de provincie Jambi, Indonesië. Payo Lebar telt 4635 inwoners (volkstelling 2010).